# Дебре-Либанос
Дебре-Либанос (амх. ደብረ ሊባኖስ, гора Ливанская) — монастырь в Эфиопии.
Находится монастырь северо-западнее Аддис-Абебы на территории между скалами и ущельем, где протекает один из притоков Голубого Нила.
Обитель основана в XIII веке святым Такла Хайманотом после того, как он провёл в пещере 29 лет. Монастырь — одно из важнейших мест паломничества в стране. Настоятель носит звание Ичеге, второе в иерархии Эфиопской православной церкви после Патриарха.
Одна из церквей комплекса построена над могилой Такла Хайманота, а рядом с монастырём находится та пещера, где жил святой. В пещере находится источник, за водой из которого приходят паломники. Также утверждается, что в Дебре-Либанос находится одна из частиц Животворящего Креста.
После завершения итало-эфиопской войны 1935—1936 годов на оккупированной итальянскими войсками территории Эфиопии развернулась партизанская война. В ответ на предполагаемое участие духовенства в эфиопском движении Сопротивления вице-король Эфиопии, главный губернатор Итальянской Восточной Африки, командир 11-го армейского корпуса, Маршал Италии Р. Грациани приказал расстрелять монахов эфиопского монастыря Дебре-Либанос. Осуществление этой акции 19 мая 1937 года было поручено бригадному генералу Пьетро Малетти (командир 2-й туземной бригады в Итальянской Восточной Африке), который получил по телеграфу лаконичный приказ: «Расстрелять всех монахов, пребывающих в монастыре». Испугавшись политических последствий, которые могла вызвать такая расправа в почти святом для многих эфиопов монастыре, Малетти, по-видимому, послал Грациани запрос: правильно ли он понял приказ. 24 мая Грациани вновь ему телеграфировал: «Подтверждаю полную ответственность монастыря Дэбрэ-Либанос. Приказываю вашему превосходительству сразу же расстрелять всех монахов в Дэбрэ-Либаносе. Подтвердить словами — полная ликвидация». В конце мая 1937 года в Дебре-Либаносе приговор был приведён в исполнение: было расстреляно 320 монахов (по другим сведениям — 297 монахов и 23 мирянина-паломника — всё население монастыря Дебре-Либанос).